# Églises de Cesena
Les églises de Cesena (chiesa ou chiese au pluriel, en italien) sont des édifices religieux très anciens, situés dans le centre historique de Cesena, en Émilie-Romagne, en Italie.

## Duomo di Cesena (Cathédrale San Giovanni Battista)

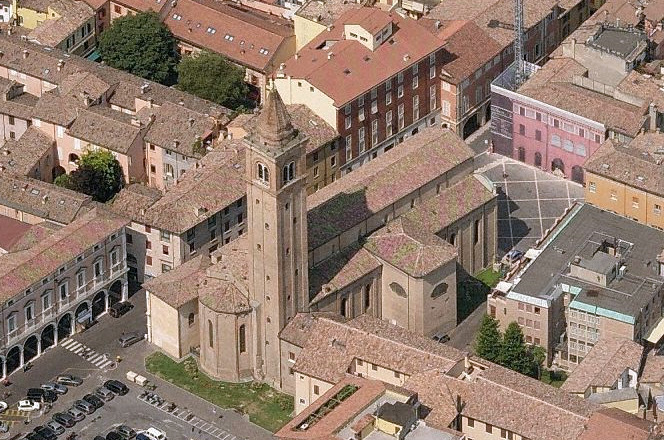
Le Duomo di Cesena

La cathédrale San Giovanni Battista ou Duomo di Cesena, dédiée à San Giovanni Battista, de style gothico-romain, a été complètement restructurée intérieurement, au siècle dernier, de son style du XVIIIe siècle, sauf la chapelle de la Madonna del Popolo. La façade externe a subi quelques transformations mineures. Datant de la fin du XIVe siècle, une crypte renferme les restes de Saint Maur.

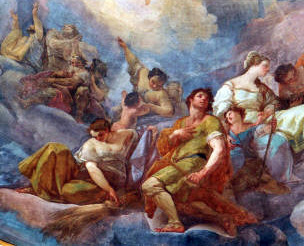
Fresque du dôme
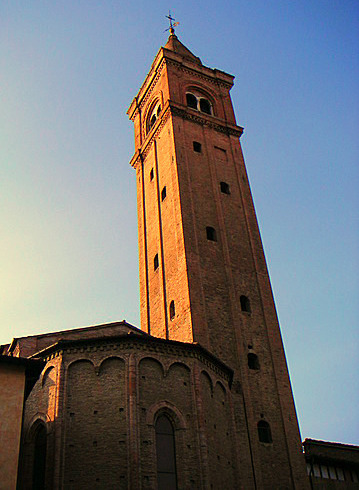
Le campanil
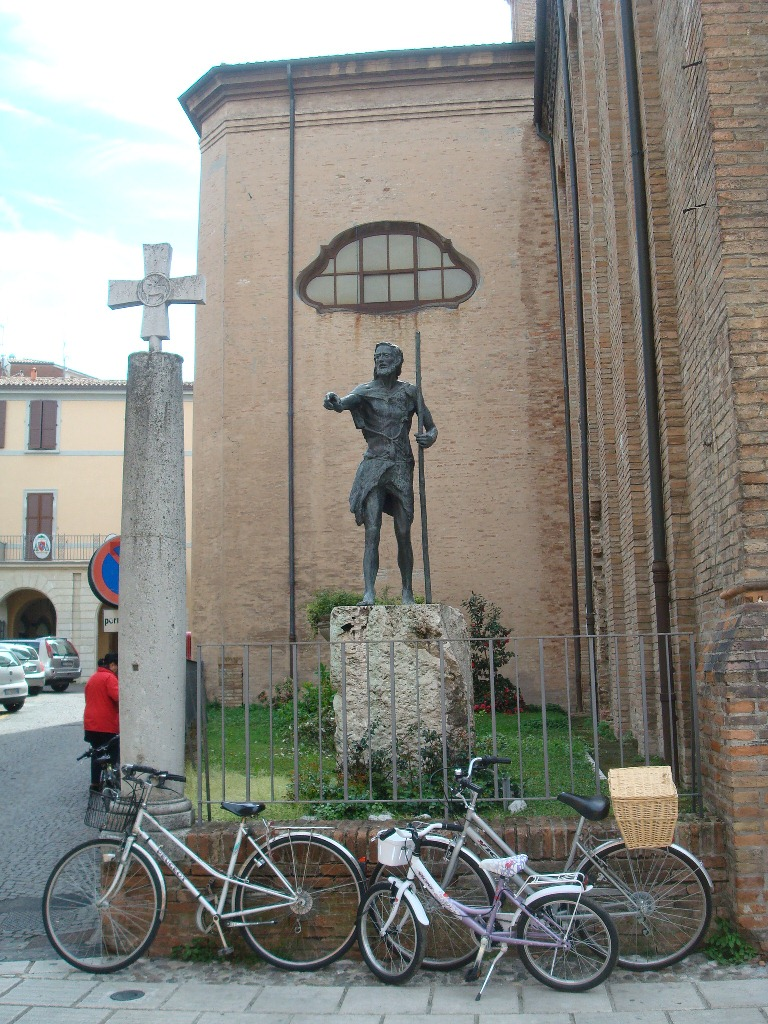
Extérieur du Duomo
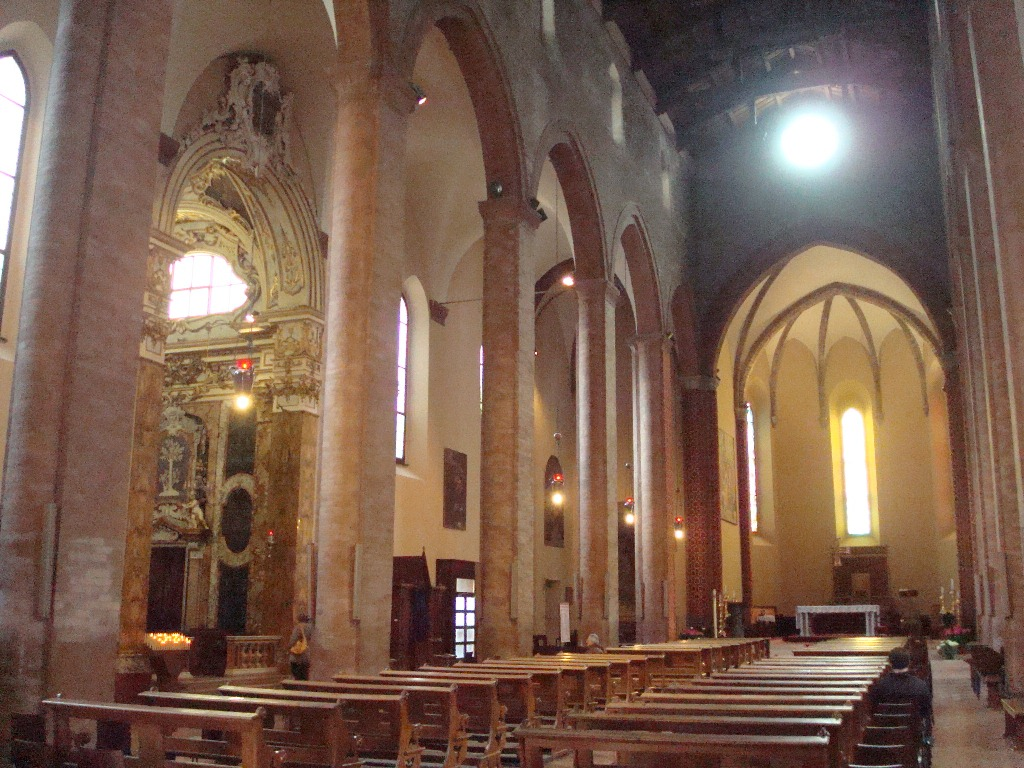
Intérieur du Duomo

## Chiesa San Domenico
La chiesa San Domenico a été édifiée entre 1706 et 1772, sur les ruines d'une précédente église datant du XVe siècle dont on peut encore admirer les deux beaux cloîtres. À l'intérieur est sur un plan longitudinal avec une nef, trois chapelles et une abside semi-circulaire de chaque côté, où sont conservés les témoignages les plus élevés de la peinture locale au cours du XVIIe siècle. Il convient de noter, par exemple, la peinture Notre-Dame du Mont Carmel, saint Jérôme François d'Assise, Jean-Baptiste et Saint-Martyr du peintre Gianfrancesco Modigliani, de l’école de Forlì.

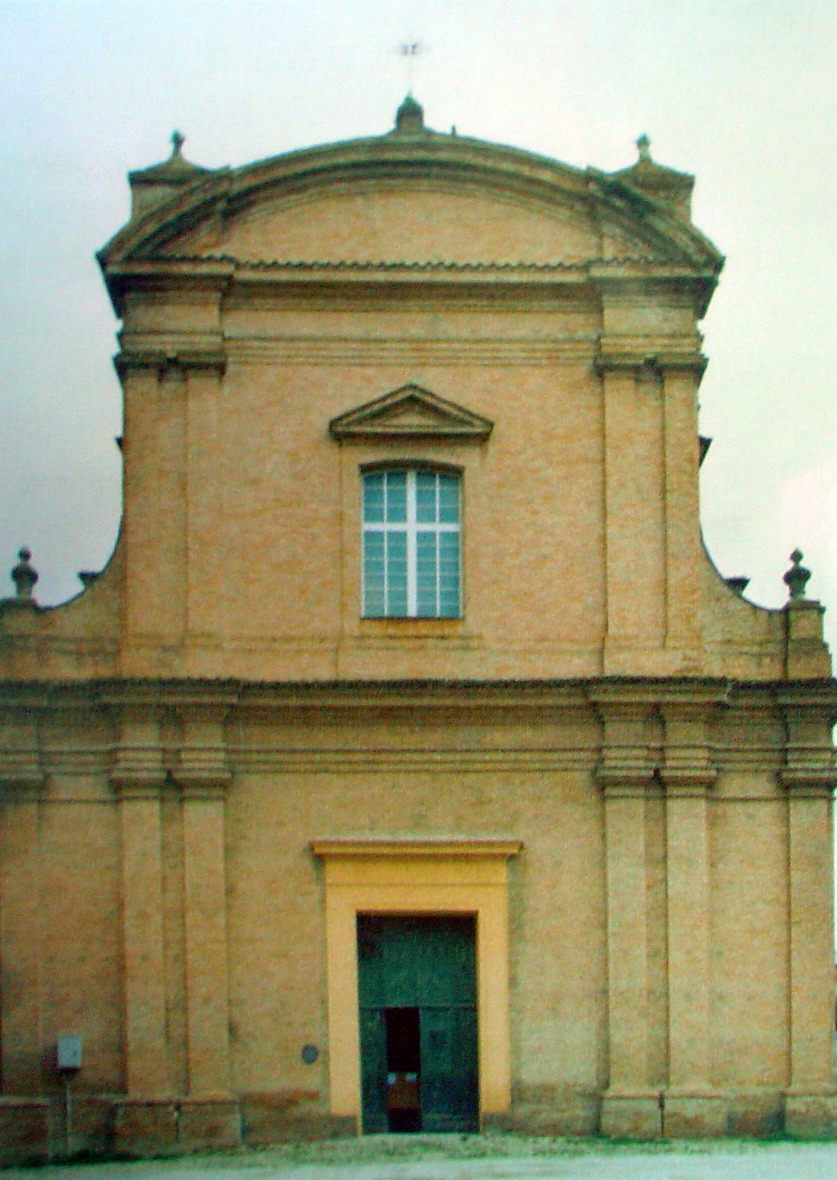
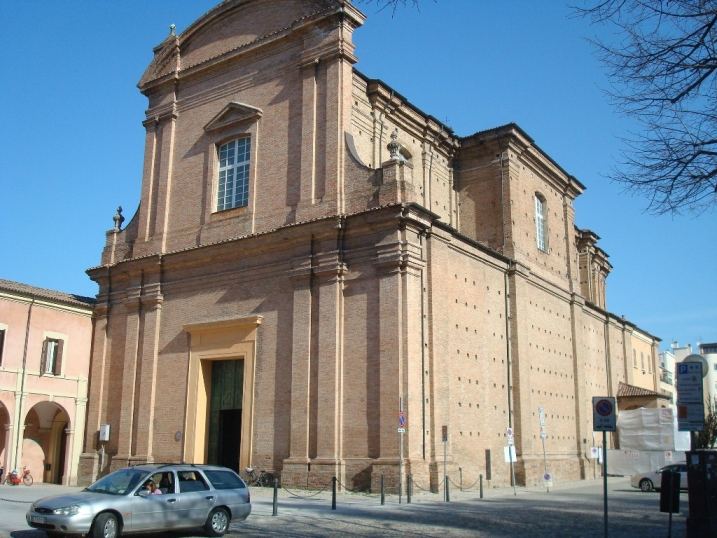
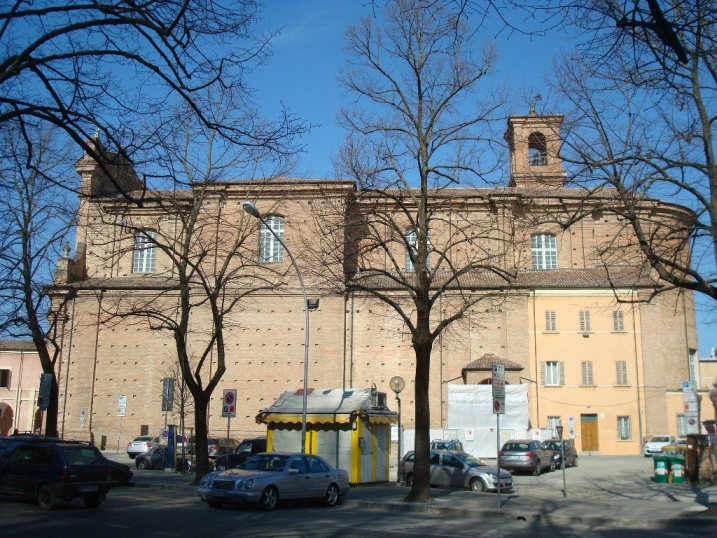

## Chiesa Santa Cristina
Sur un projet de Giuseppe Valadier en 1816 à la demande du pape Pie VII, l’église fut terminée en 1824. Précieux exemple de néoclassique, l’édifice a la forme d’un Panthéon miniaturisé, avec une façade à renfoncement, surmontée de l’emblème du pape, un plan central encadré par des colonnes ioniques et surmonté par un dôme.
L’intérieur est décoré, entre autres, par des peintures de Giovan Balista Razzani (1642) et de Vincenzo Camuccini. L’édifice est situé au début de la via Chiaramonti, non loin de la porta Trova.

## Chiesa del Suffragio
Adressée à Santa Maria, l’église fut construite en 1656 sur l’emplacement d’une ancienne synagogue. En 1685-89, Pier Mattia Angeloni projeta l’actuel lieu de culte, aux lignes sobres et sévères, en agrandissant ses dimensions. Le plan interne est rectangulaire avec un dôme soutenu par des piliers et orné par la main de Corrado Gianquinto avec une « Nascita  della Vergina e San Manzio vescovo » (1781) et une statue d’Antonio Trentanove (1800). L’édifice est situé à l’angle de la via Giuseppe Mazzini et via Zaffirino Re. L’entrée est une unique porte de bois à deux battants sur une façade uniforme.

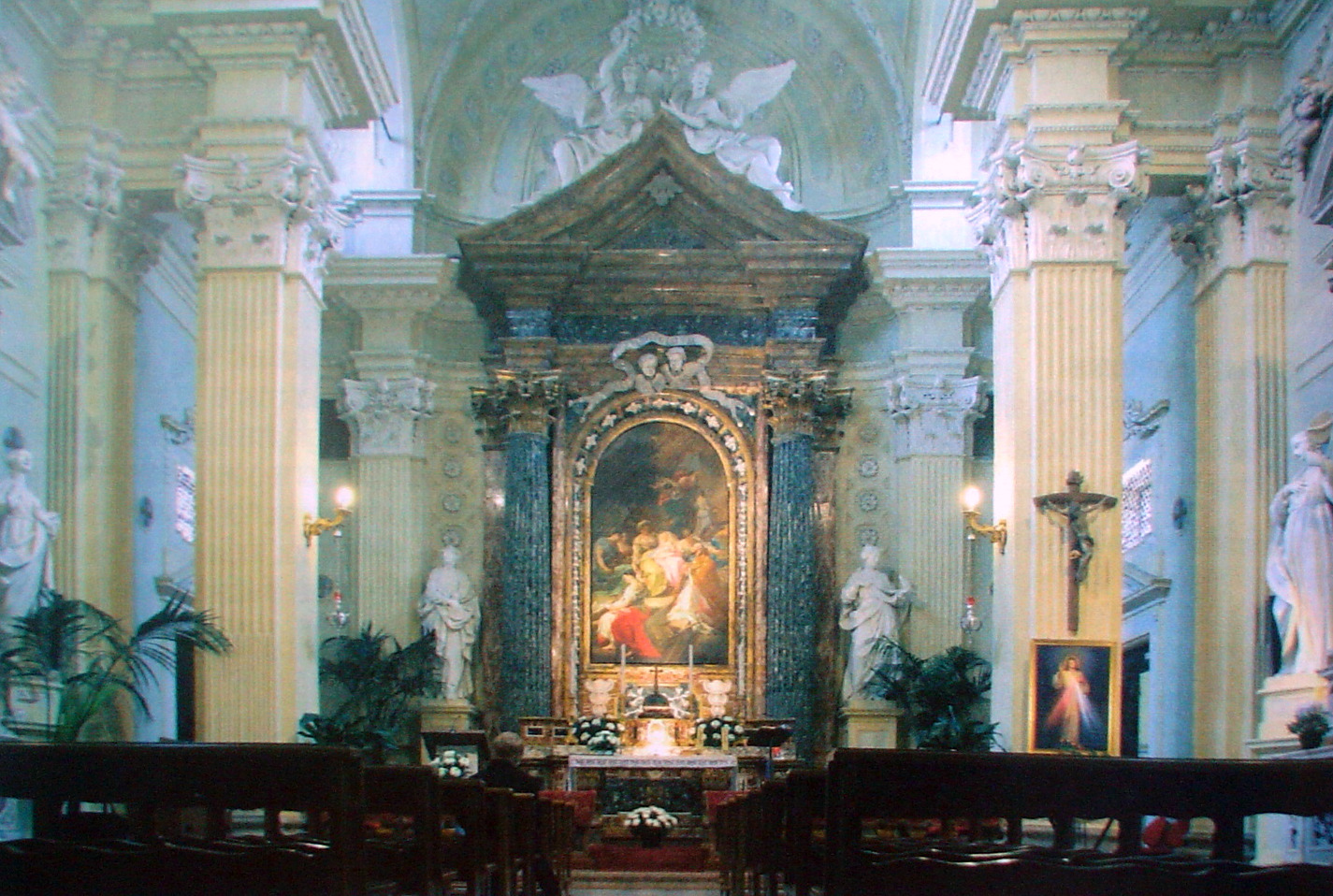
Intérieur de l’église
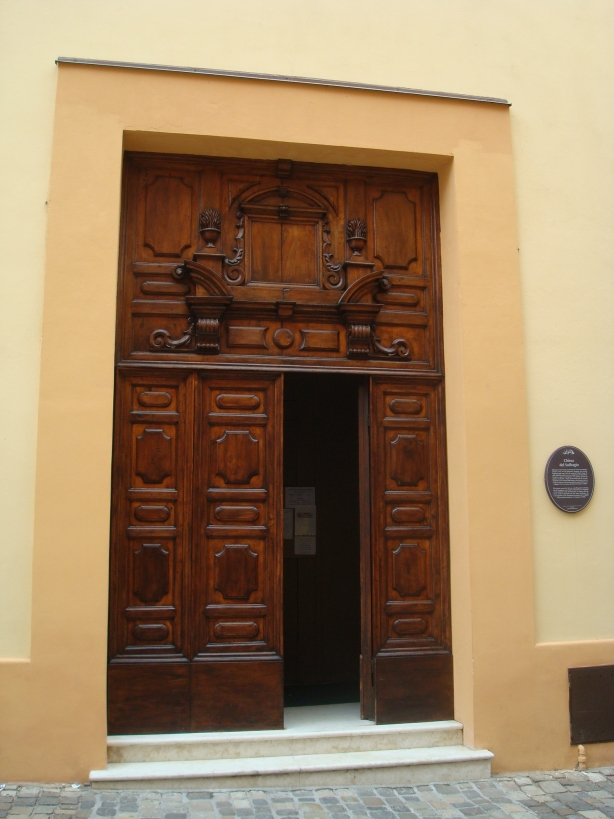
Porte d’entrée

## Monastère des Clarisse
Documenté depuis 1233, le monastero delle Clarisse fut agrandi aux environs de 1540 par un cloître. L’église, avec une seule allée, fut reconstruite en 1722. À la suite des démolitions napoléoniennes, l’édifice subit de radicales transformations structurales et fonctionnelles.

De l’ancienne construction, il ne reste aujourd’hui que des traces de fresques et les loges  internes du XVIe siècle. La façade de style éclectique fut réalisée en 1921. La cour intérieure est occupée par des boutiques de mode.

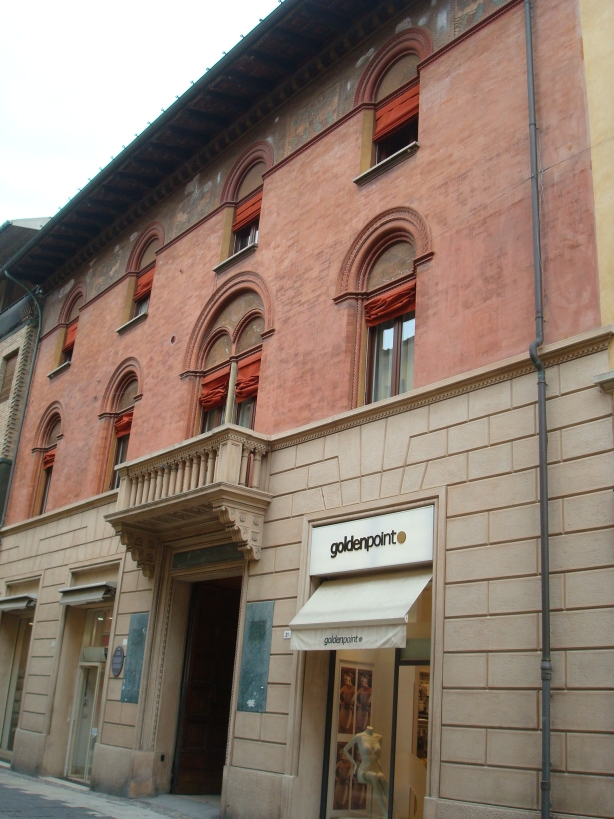
Façade du monastère
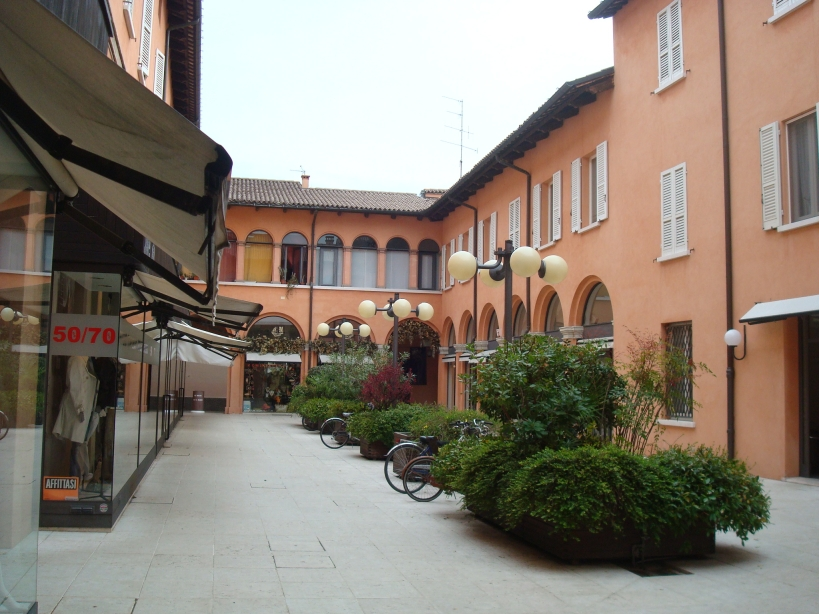
Magasins de la cour interne
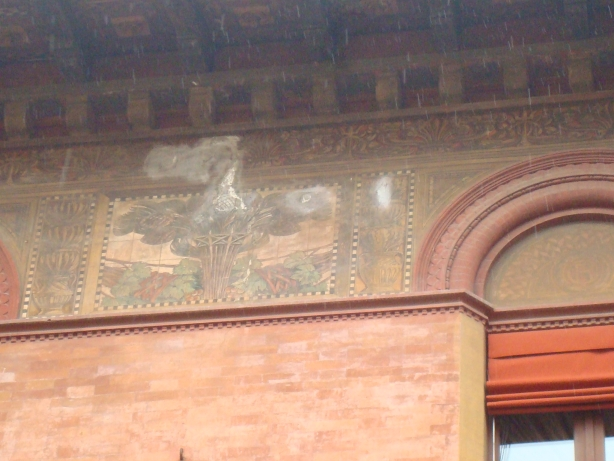
Détail de la fresque

## Chiesa Sant’Agostino
Déjà siège des frères Mineurs, l’église fut cédée à la fin du XVe siècle, par la volonté de Violante Malatesta, aux moines Augustins qui entreprirent une vaste campagne de restructuration et de décoration de l’église et du couvent. L’œuvre fut achevée en 1520 et, à cette époque, conservait à l’intérieur de nombreuses peintures de grande valeur dont la plupart fut dispersée pendant l’occupation napoléonienne ; particulièrement la Dispunta sull'Immacolata Concezione de Girolamo Genga, aujourd’hui à la pinacothèque de Brera à Milan. La forme actuelle de l’église remonte à 1748 : la façade, dessinée par Luigi Vanvitelli, reste inachevée, privée de ses revêtements de marbre. L’intérieur ne comprend qu’une seule travée avec trois chapelles de chaque côté, ornées d’œuvres artistiques peintes comme: L'Immacolata Concezione, S. Giacomo e S. Erasmo (1670) de Cristoforo Serra, La Strage degli Innocenti (1627) de Giovan Battista Razzani,  I Santi Sebastiano, Cristoforo e Rocco, Le Sante martiri, i tre Santi agostiniani e La Fede de Giuseppe Milani, terminés en 1771.
L’édifice se trouve à l’angle de la via Scevola  Receputi et via ZelideFattiboni, à côté de la Piazza Aguselli.

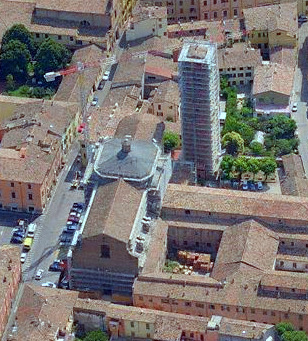
Sant’Agostino vue d’en haut
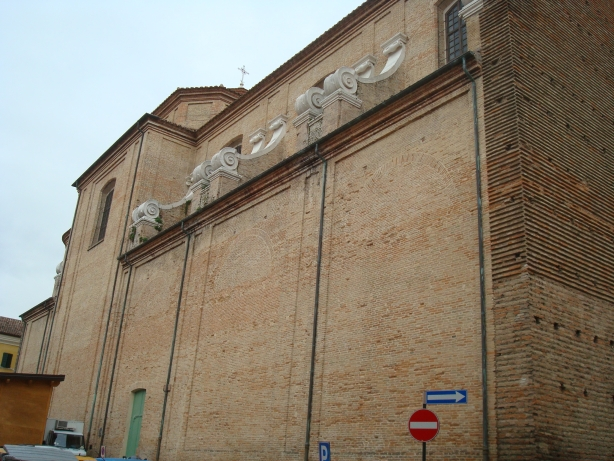
Façade latérale

## Chiesa di San Zenone

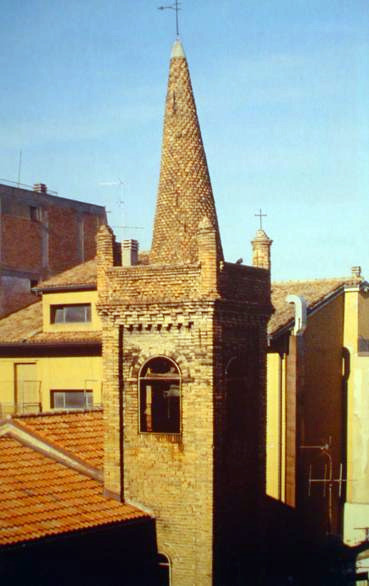
Campanile de San Zenone

L’église, déjà présente en 1292, fut complètement réhabilitée à partir de 1764 par Pietro Carlo Borboni. Le campanile, à l’équilibre instable, est estimé du XIVe siècle. L’intérieur accueille les fresques de Giuseppe Milani tant au plafond que dans les chapelles latérales et au presbytère. Les niches latérales sont garnies des statues de l’apôtre Saint André et saint François de Paule de Francesco Calligari.

## Chiesa dei Santi Anna e Gioacchino

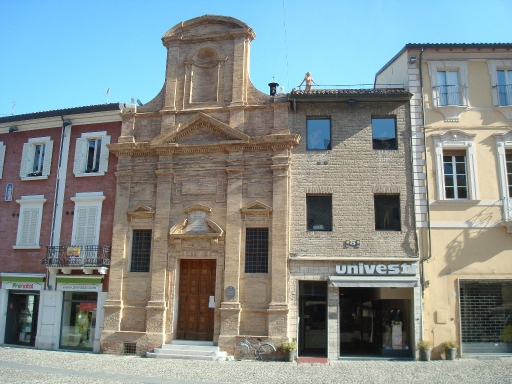
Sant'Anna e Gioacchino

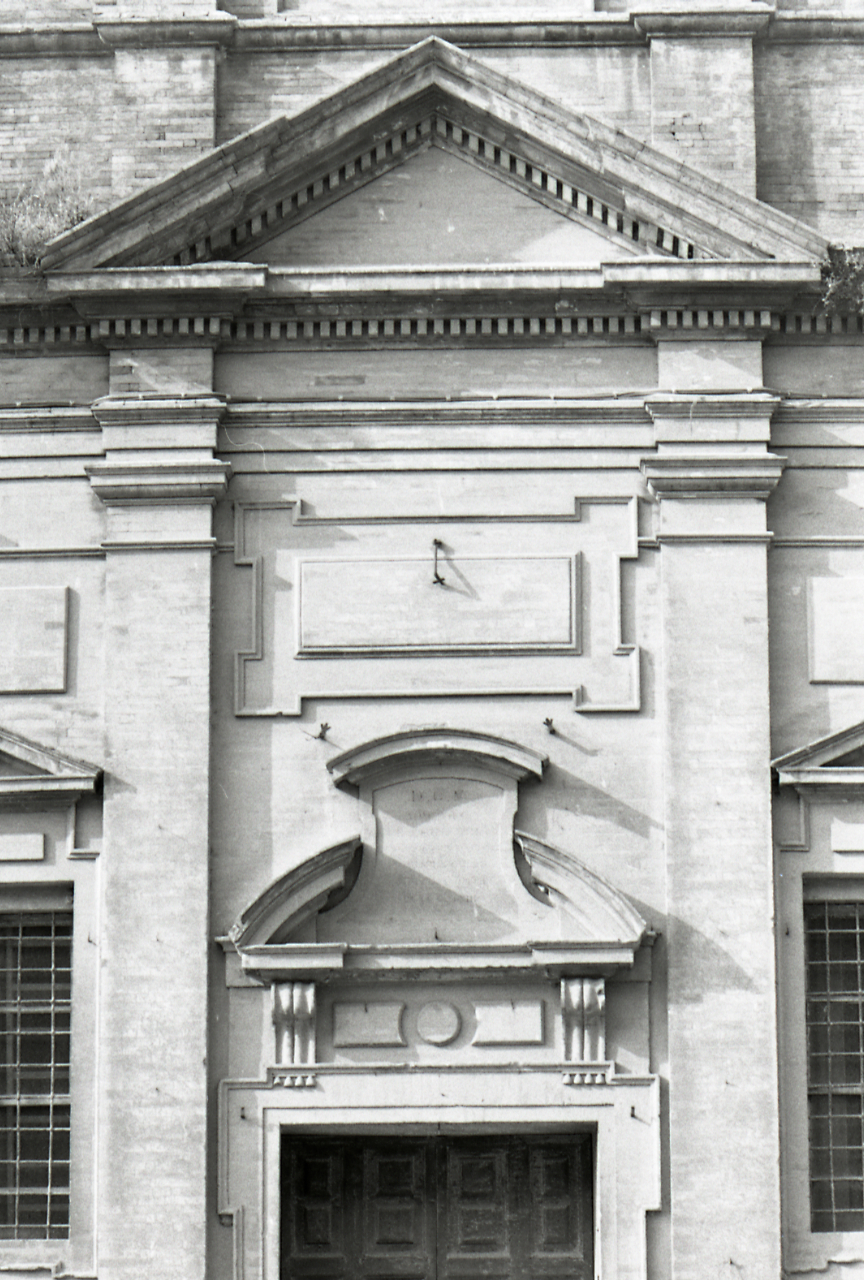
Detaiile de la facade. Photo par Paolo Monti, 1972.

Sur la Piazza del Popolo, l’église Sainte Anna et saint Gioacchino, projet de l’architecte Pier Mattia Angelini en 1164 sur le lieu de l’habitation de la noble-dame Giacoma Fabbri, présente une façade entièrement en briques de terre cuite et quatre grands pilastres doriques. L’intérieur contenait un autel en bois doré et neuf toiles de Cristofo Serra de Cesenatico. Sur la paroi du fond se dresse un crucifix en stuc noir, dit Cristo Mauro, du XVIIIe siècle.

## Chiesa dello Spirito Santo
Le projet original de cette église, faisant partie du couvent des Suore dello Spirito Santo (Sœurs du saint esprit), un des six ordres pré-napoléonique, est de Pier Mattia Angeloni, réalisée entre 1694 et 1695. Plusieurs fois dégradée entre le XVIIe et le XVIIIe siècle, est aujourd’hui consacrée et utilisée pour des expositions d’architecture.

## Ex-convento di San Biagio
Le premier ordre religieux féminin notable à Cesena fut celui des bénédictines du couvent des Santi Giacomo e Filippo, près du ponte delle Abbadesse (IXe siècle). Il fut ensuite transféré au Camp dè Buoi (zone Piazza Aguselli), puis à Valdoca (quartier de Cesena), où fut créé le complexe de San Biagio (1394). L'édifice, complété en 1424, fut restauré en 1486. Entre le XVIIe et le XVIIIe siècle, période de présence importante de religieux; la construction du campanile et l”agrandissement du couvent furent réalisés sous la direction de Agostino Azzoli. En 1810, l’église et le couvent furent supprimés et remplacés par le siège de la Casa di Ricovero delle Figlie del Povero (hospice des Filles du pauvre).
Aujourd’hui
Le complexe abrite le siège du Centre Culturel San Biagio, comprenant un Centre Cinéma (avec cinéma, bibliothèque et vidéothèque); Centre Provincial Théâtre des jeunes ; Centre Inter-universitaire de recherche en phylosiphie et fondements de la physique (avec la bibliothèque de la S.I.L.F.S. et centre de recherche en épistémologie et histoire des sciences) ; l'Institut Musical A. Corelli, avec phonothèque et bibliothèque, et la Pinacothèque communale de Cesena. De la structure initiale de l’église il ne reste que l’entrée au cinéma, la loggetta du cloître du XVe siècle.